# Rebekah Kim
Rebekah Kim (en coreano: 김레베카; Honolulu, Hawái, 11 de agosto de 1989), también conocida simplemente como Bekah, es una cantante, rapera y compositora surcoreana-estadounidense, conocida por haber sido miembro del grupo femenino surcoreano After School desde 2009 hasta 2011.

## Biografía y carrera

### 1989-2008: Primeros años y educación
Bekah nació el 11 de agosto de 1989 en Honolulu, Hawái, Estados Unidos. Además de sus padres, tiene una hermana en su familia. Ella es buena dibujando y asistió a la escuela secundaria Moanalua. En 2005, a la edad de 16 años, Bekah se mudó a Corea del Sur y se convirtió en aprendiz de Pledis Entertainment.

### 2009-2011: Debut con After School
Bekah hizo su debut en el escenario como miembro de After School a principios de 2009 con el sencillo "Ah!". Ella era originalmente la miembro más joven del grupo hasta que llegaron Raina y Nana. Ocupó el puesto de rapera principal y escribió partes de rap para muchas de las composiciones del grupo. En febrero de 2010, Bekah apareció en el sencillo de Lee Hyori "Bring It Back".
El 17 de junio de 2011, se anunció que Bekah dejaría After School para centrarse en su carrera como diseñadora de moda en los Estados Unidos. El 11 de julio, lanzó la canción "Take Me to the Place", cuya letra fue escrit y compuesta por ella misma. El 9 de julio, dos días antes del lanzamiento del sencillo, Bekah asistió a la segunda reunión de fans de After School.

### 2012-presente: Carrera como diseñadora de moda y otras actividades
En octubre de 2012, Bekah lanzó una tienda en línea, I Crave You, que vendía joyas hechas a mano. Todos los productos se vendieron en un día. El 24 de septiembre de 2013, Bekah actuó en el festival de música anual KCON en Los Ángeles, donde habló sobre las realidades de la industria musical surcoreana. Esta fue su primera actuación pública desde que dejó After School. El 10 de octubre, se lanzó el segundo miniálbum de Kahi, Who Are You?, donde Bekah participó en la canción "Sinister".

## Vida personal
Bekah es amiga de Yuri y Sooyoung de Girls' Generation.

## Discografía y actividades

### Sencillos digitales
- Sencillo digital de Bekah, primer álbum: Take Me To The Place (2011)

### Con After School
- Álbum sencillo, New Schoolgirl (2009)
- Sencillo, Diva (2009)
- Banda sonora, The Great Tokyo Girl OST (2009)
- Álbum sencillo, Because of You (2009)
- Álbum sencillo, Bang! (2010)
- El primer álbum de larga duración de After School, Virgin (2011)

### Otros
- Kahi -《Sinister》 con Bekah
- Lee Hyo-ri - 《Bring It Back》 con Bekah
- Tae -《Mr.Lonely》 con Bekah - Versión Rap
- Seo In Guk - "첫눈에" con Bekah
- Samsung Electronics - Anycall, AMOLED háptico
- Modelo publicitaria de Dress to Kill otoño/invierno 2009